# Borago pygmaea
Borago pygmaea, jedna od pet priznatih vrsta iz roda Oštrolista (Borago), porodica Boraginaceae. Raste na otocima Korzika i Sardinija.
Cvijet je plave boje zvonolikog oblika. Kroz povijest pripisivana je rodovima volujak (Anchusa), Buglossites, zvončika (Campanula) i konačno u rod Borago. 

## Sinonimi:
- Anchusa laxiflora DC.
- Borago laxiflora (DC.) Fisch.
- Buglossites laxiflorus (DC.) Moris
- Campanula pygmaea Lam. ex DC.